# Alicia Aymont
Alicia Aymont fue una actriz cinematográfica  y teatral argentina.

## Carrera
Aymont fue una joven actriz secundaria que incursionó brevemente en algunos films argentinos durante la época dorada cinematográfica, precisamente en la década  de los 30, junto a actores de la talla de Hugo del Carril, Niní Marshall, Mecha Ortiz, Florencio Parravicini, Tito Lusiardo, Hilda Sour, Mary Parets, Sabina Olmos, Alicia Barrié, Pepita Serrador, Alita Román, Berta Aliana, Fernando Borel,  Enrique Roldán, entre otros.
Ya a comienzos de los 40 se alejó definitivamente del medio artístico.

### Filmografía
- 1938: Mujeres que trabajan
- 1939: La vida es un tango
- 1940: Isabelita[2]